# Tenzin Khyenrab Geleg Wangpo
Tenzin Khyenrab Geleg Wangpo (1931-1960) was een Tibetaans tulku. Hij was de elfde gyalwang drugpa, de belangrijkste geestelijk leiders van de drugpa kagyütraditie in het Tibetaans boeddhisme.